# Rumah Sakit Hasan Sadikin
Rumah Sakit Hasan Sadikin is een Indonesisch ziekenhuis in de Javaanse stad Bandung.
Het ziekenhuis is gebouwd tijdens het Nederlands koloniaal bewind en werd geopend op 15 oktober 1923. Het ziekenhuis stond toen bekend onder de naam Het Algemeene Bandoengsche Ziekenhuis en werd 1927 gewijzigd in Gemeente Ziekenhuis Juliana. In die tijd had het ziekenhuis een capaciteit van 300 bedden.
Tijdens het Japanse koloniale tijdperk werd het een militair ziekenhuis. Ondanks de Indonesische onafhankelijkheid bleef het ziekenhuis tot 1948 een Nederlands Militair Hospitaal. Sinds 1948 is het ziekenhuis een burgerziekenhuis.
De huidige naam van het ziekenhuis is Hasan Sadikin, in gebruik sinds 8 oktober 1967, is afkomstig van een voormalig directeur van het ziekenhuis.
Het ziekenhuis dient tevens als praktijk voor medische studenten van de Padjadjaran Universiteit.